# Денізбанк
Денізбанк (тур. DenizBank A.Ş. — Морський банк) — приватний універсальний банк в Туреччині.
8 червня 2012 Сбербанк Росії оголосив про придбання акцій Денізбанку. Придбання закінчене до вересня 2012, після чого банк повністю контролюється Сбербанком. До червня 2012 банк належав бельгійській фінансовій групі французького походження Dexia.
Концентрується на обслуговуванні малого і середнього бізнесу і сільського господарства.
Заснований державою в 1938 як спеціалізований банк для обслуговування морського сектора економіки.
Станом на 30 вересня 2011 активи банку становили 45,7 млрд. лір, власний капітал — 4,5 млрд лір, чисельність персоналу — 10 755 осіб, кількість відділень — 565.